# 프랑스 공화국 임시정부
프랑스 공화국 임시정부(프랑스어: Gouvernement provisoire de la République française)는 1944년 6월 3일부터 1946년 10월 27일까지 자유 프랑스의 임시정부였으며, 작전 후 프랑스 대륙의 해방 이후 오버로드 및 드라군, 그리고 프랑스 제4공화국 건립까지 지속되었다. 그것의 설립은 공식적인 복원과 임시 프랑스 공화국의 재설립을 의미하며, 소멸된 프랑스 제3공화국과의 지속성을 보장했다.
그것은 해외 영토와 그 나라의 대도시 부분(알제리와 코르시카)에서 프랑스의 임시정부였던 프랑스 민족해방위원회(CFLN)를 계승했다. 자유 프랑스에 의해 해방되었다. 1944년부터 1945년까지 프랑스의 전시 정부로서, 주요 목적은 프랑스 점령의 여파를 처리하고 주요 동맹국 중 하나로서 독일과 전쟁을 계속하는 것이었다.
(전쟁과 더불어) 주요 임무는 제4공화국을 탄생시킨 새로운 헌법 질서를 위한 기반을 마련하는 것이었다. 그것은 또한 여성에게 투표권을 부여하고, 국가 행정부를 설립하고, 프랑스 사회 보장의 기반을 마련하는 것과 같은 몇 가지 중요한 개혁과 정치적 결정을 내렸다.